# Öga för öga, tand för tand
Öga för öga, tand för tand är ett talesätt som är känt genom Bibeln och som myntades av kung Hammurabi i Babylonien. Det förekommer i Gamla Testamentet i Moseböckerna på tre ställen, i det som kallas Mose lag, nämligen i 2 Mos 21:24, 3 Mos 24:20 och 5 Mos 19:21. Utsagan beskriver vad som ibland kallas talionprincipen. Denna princip nämns även i Koranen och den kallas qisas i islamisk rättsvetenskap (fiqh). Jesus i sin förkunnelse, manar i detta sammanhang till förlåtelse i motsats till Moseböckerna.
I Bergspredikan i Nya Testamentet kontrasteras talionprincipen med att Jesus Kristus enligt Matt 5:38-39 säger: "Ni har hört att det blev sagt: Öga för öga och tand för tand. Men jag säger er: värj er inte mot det onda. Nej, om någon slår dig på högra kinden, så vänd också den andra mot honom."